# Аравете
Аравете је тупијски народ настањен у бразилској држави Пара. Основна привредна делатност Аравета је пољопривреда на традиционалан начин премештањем усева („посеци и спали”).

## Територија
Аравете живе на обали реке Игарапе Ипишуна, притоке реке Шингу, у близини града Алтамира. Имају само једно село, окружено шумом, које се налази у оквиру резервата Аравете/Игарапе Ипишуна Тера Индижена.

## Историја
Могуће је да су Аравете потомци Пакажа, народа који је напустио своју земљу и избегао у прашуму да би побегао од мисионара. Оно што се поуздано зна, је да су Аравете 1950. насељавале обале реке Бакажа, али их је одатле потиснуо народ Кајапо. Затим су населиле басен реке Шингу, одакле су протерале народ Асурини до Шингу. Аравете су први пут дошле у контакт са Бразилцима током 1960-их, када су до њихове земље допрли трговци крзном. Са њима Аравете нису биле у сукобу, већ су у трговини са њима долазиле до металног оруђа.
Први писани извори који их помињу потичу из 1970-их. Паракане су их напале 1976. и 1983. Због чега су биле присиљене да се преселе у област која је више изолована.
Трансамазонски ауто-пут је просекао област Шингу почетком 1970-их. Бразилска национална фондација за заштиту Индијанаца (FUNAI) открила је Аравете 1976, у тренутку када су биле погођене европским болестима на које нису имале природни имунитет и када су биле у рату са Параканама. У организацији ове владине агенције 1978. Аравете су пресељене на горњи део тока реке Ипишуна, тако што су пешке ходале кроз густу прашуму до новог насеља. Од последица исцрпљујуће сеобе, 30-оро их је умрло. У својој новој домовини, суочавају се са проблемима везаним за упаде на своју земљу трагача за златом и радника дрвних компанија. Током 1980-их, Аравете су насељавале једно село у близини Постаје за привлачење Индијанаца Ипишуна, која се налазила у близини обале средњег тока реке Ипишуна, источне притоке реке Шингу у бразилској држави Пара.

## Популација
Марта 1977, према резултатима пописа, који је спровео FUNAI, након што је годину дана раније 36% становништва умрло у рату и од болести, било их је 120. У фебруару 1983. број Аравета је порастао на 136, а до фебруара 1988. достигао број од 168. Опоравак популације се наставио, те је 2000. популација достигла број од 278, већ 2006. године 339, а 2010. године 398 особа. Према најновијим подацима из 2014, достигла је број од 467.

## Култура
Главна култура коју узгајају Аравете је кукуруз, по чему се разликују од својих источноамазонских суседа, који углавном узгајају маниоку. За традиционалну религију Аравета карактеристично је поштовање предака.

## Језик
Аравете говоре араветским, језиком из тупијско-гваранске гране тупијских језика. Араветски језик је близак језицима, токантинско-асуринском, параканском и тапирапском.